# Корнел Вулріч
Корнел Вулрич (англ. Cornell Woolrich; 4 грудня 1903, Нью-Йорк, США — 25 вересня 1968, Нью-Йорк, США) — американський письменник, автор творів у жанрах детектив, трилер, нуар. Підраховано, що за його книжками знято більше фільмів нуар, ніж за книгами будь-якого іншого автора. Публікувався під псевдонімами Вільям Айріш (William Irish) та Джордж Гоплі (George Hopley).

## Біографія
Батьки Вулрича розлучилися, коли він був ще дитиною. Майбутній письменник жив з матір'ю в Нью-Йорку. Освіту здобув в Колумбійському університеті, де навчався на журналіста і поглиблено вивчав англійську мову, проте, університет не закінчив і диплома не отримав. Під час того, як Вулрич хворів на цукровий діабет, він почав писати, наслідуючи Френсіса Скотта Фіцджеральда.
Попри те, що сюжет його книжок часто рухає «фатальна жінка», сам Вулрич вів гомосексуальний спосіб життя, хоча і був одружений з Глорією Блектон три місяці. Після смерті матері (1957) він впав у депресію, спився. Прогресуючи, гангрена вимагала ампутації ноги, застарілий цукровий діабет давав про себе знати. Вулрич помер 25 вересня 1968 року. На його кошти засновано стипендію імені матері Вулрича для студентів Колумбійського університету.

## Твори

### Романи
- 1940 — «Наречена була в чорному» ( The Bride Wore Black , він же  Beware the Lady );
- 1941 — «Чорна завіса» ( The Black Curtain );
- 1942 — «Леді-привид» / «Жінка-привид» / «Дама привид» ( Phantom Lady );
- 1944 — «Термін закінчується на світанку» / «Час вийти з гри» ( Deadline at Dawn );
- 1945 — «У ночі тисяча очей» ( Night Has a Thousand Eyes );
- 1947 — «Вальс у темряву» / «Спокуса» ( Waltz into Darkness );
- 1948 — «Зустрічі в темряві» ( Rendezvous in Black );
- 1949 — «Я одружилася з небіжчиком» ( I Married a Dead Man ).

### Розповіді
- 1935 — «Чим зайнятися мерцеві» ( The Corpse and the Kid , він же  Blind Date  або  Boy with Body );
- 1936 — «Дама, валет …» ( Dilemma of the Dead Lady , він же  Wardrobe Trunk );
- 1936 — «Вбивати, так відразу!» ( Change of Murder );
- 1937 — «До зброї, джентльмени, або Шлях, пройдений двічі» ( Guns, Gentleman , він же  Twice-Trod Path  або  The Lamp of Memory );
- 1938 — «Рівно о третій годині …» ( Three O'Clock );
- 1937 — «Обличчя янгола» ( Face Work , він же  Angel Face  або  One Night in New York );
- 1939 — «Собака з дерев'яною ногою» ( The Dog with the Wooden Leg );
- 1940 — «Post mortem» ( Post Mortem , він же  Death Wins the Sweepstakes );
- 1940 — «Вбивця мимоволі» ( Murder Always Gathers Momentum , він же  Momentum  або  Murder Is a Snowball );
- 1942 — «Три кари за одне вбивство» ( Three Kills for One , він же  Two Murders, One Crime  або  Double Jeopardy  або  The Loophole );
- 1945 — «Померти б раніше, ніж прокинутися» ( If I Should Die Before I Wake );
- 1946 — «Танцюючий детектив» ( The Dancing Detective );
- 1942 — «Вікно у двір» ( Rear Window , він же  It Had to Be Murder );
- 1965 — «Занадто добре, щоб померти» ( Too Nice a Day to Die ).[2]

## Екранізації
Твори Вулріча стали основою для безлічі кіно-, теле- і радіопостановок. Нижче представлена обрана фільмографія Вулріча.

### Фільми
- 1943 — «Людина-леопард» (англ. The Leopard Man) — за романом  Black Alibi ;
- 1944 — «Леді-привид» (англ. Phantom Lady) — за однойменним романом;
- 1946 — «Крайній термін — на світанку» (англ. Deadline at Dawn) — за романом «Термін закінчується на світанку»;
- 1946 — «Чорний янгол» (фільм, 1946) (англ. Black Angel) — за однойменним романом;
- 1946 — «Погоня» (фільм, 1946) (англ. The Chase) — за романом  The Black Path of Fear ;
- 1947 — «Страх вночі» (фільм, 1947) (англ. Fear in the Night) — за оповіданням  Nightmare  (він же  And So to Death );
- 1947 — «Цап-відбувайло» (фільм, 1947) (англ. Fall Guy) — за оповіданням  Cocaine ;
- 1948 — «У ночі тисяча очей]]» (англ. Night Has a Thousand Eyes) — за однойменним романом;
- 1949 — «Вікно» (фільм) (англ. The Window) — за оповіданням  The Boy Cried Murder;
- 1950 — «Do Not її чоловік» (англ. No Man of Her Own) — за романом «Я одружилася з небіжчиком»;
- 1954 — «Вікно у двір» (англ. Rear Window, режисер Альфред Хічкок) — за однойменною повістю;
- 1954 — «Мара» (фільм, 1954) (фр. Obsession) — за оповіданням  Silent as the Grave ;
- 1966 — «Хлопчик прокричав вбивство» (1966), режисер Джордж Брікстон;
- 1968 — «Наречена була в чорному» (фр. La mariée était en noir, режисер Франсуа Трюффо) — за однойменним романом;
- 1969 — "Сирена з " Міссісіпі "« (фр. La Sirène du Mississippi, режисер Франсуа Трюффо) — за романом „Вальс у темряву“;
- 1970 — „Свідок“, режисер Джон Хаф; за оповіданням  The Boy Cried Murder;
- 1972 — „Сім закривавлених орхідей“ (італ. Sette orchidee macchiate di rosso) — за романом „Зустрічі в темряві“;
- 1974 — „Марта“ (нім. Martha, телефільм, режисер Райнер Вернер Фассбіндер) — за оповіданням  For the Rest of Her Life  ;
- 1975 — „Браво, лялечка! | Лялька гангстера]]“ (італ. La Pupa Del Gangster, режисер Джорджо Капітану) — за оповіданням;
- 1 980 — „Вікно у двір“ (телеспектакль) — за однойменною повістю;
- 1983 — „Я одружилася з тінню“ (фр. J'ai épousé une ombre) — за романом „Я одружилася з небіжчиком“;
- 1984 — „Плащ і кинджал“ (фільм, 1984) (англ. Cloak & Dagger) — за однойменною повістю;
- 1991 — „Вікно навпроти“ (фільм, 1991) (режисер Едуард Дмитрієв) за мотивами оповідання Вільяма Айріш. Інша назва — „Папуга для сищика“;
- 1998 — „Вікно у двір“ (фільм, 1998) (англ. Rear Window, телефільм) — за однойменною повістю;
- 2001 — „Спокуса“ (фільм, 2001) (англ. Original Sin) — за романом „Вальс в темряву“.

### Телесеріали
- 1954—1958 — „Студія 57“ (англ. Studio 57) — 1 епізод;
- 1955—1962 — „Альфред Хічкок представляє (телесеріал, 1955)“ (англ. Alfred Hitchcock Presents) — 3 епізоди;
- 1957—1958 — „Підозра“ (англ. Suspicion) — 1 епізод;
- 1960—1962 — „Трилер“ (англ. Thriller) — 3 епізоди;
- 1962—1965 — „Час Альфреда Хічкока“ англ. List of The Alfred Hitchcock Hour episodes» (англ. The Alfred Hitchcock Hour) — 1 епізод;
- 1985—1989 — «Альфред Хічкок представляє» (телесеріал, 1985) ( Alfred Hitchcock Presents ) — 1 епізод;
- 1993—1995 — «Занепалі янголи» (англ. Fallen Angels) — 3 епізоди;
- 1997—2000 — «Голод» (англ. The Hunger), 2 епізоди.[3]